# Hygum (Vejle Kommune)
 For alternative betydninger, se Hygum. (Se også artikler, som begynder med Hygum)
Hygum er en lille landsby i Sydjylland, beliggende få kilometer uden for centrum af Jelling by. Landsbyen ligger i Vejle Kommune og hører til Region Syddanmark. Hygum byder bl.a. på en af Nordens største Still-forretninger og en fabrik. Noget af Tørringvej hører også med under betegnelsen Hygum. Lidt uden for landsbyen ligger Kollerup Kirke. 
|  | Denne artikel om lokaliteten Hygum (Vejle Kommune) kan blive bedre, hvis der indsættes et (bedre) billede. Du kan hjælpe ved at afsøge Wikimedia Commons for et passende billede eller lægge et op på Wikimedia Commons med en af de tilladte licenser og indsætte det i artiklen. |

55°46′34″N 9°25′59″Ø / 55.77611°N 9.43306°Ø